# Ginásio Marcello de Castro Leite
O Ginásio Marcello de Castro Leite mais conhecido como Ginásio do Sesi, é um ginásio poliesportivo localizado no bairro da Vila Leopoldina, no município de São Paulo, no estado de São Paulo, Brasil, com capacidade para 800 espectadores originalmente. Com as reformas passou a ter 2 mil lugares.
Também é palco das partidas de voleibol do time feminino e do time masculino do Serviço Social da Indústria, ambas equipes da elite do voleibol nacional na atualidade.